# Conca de Barberà

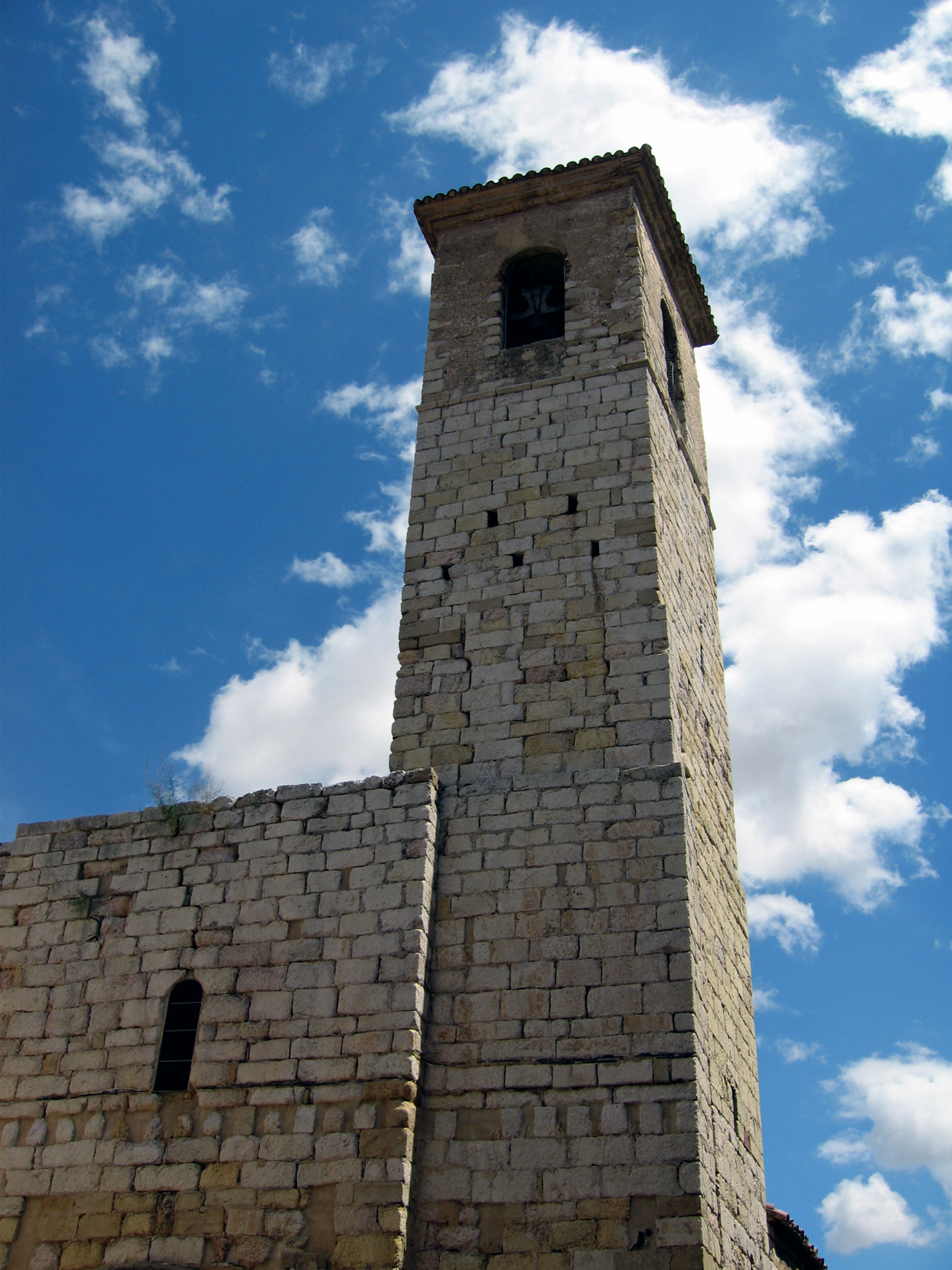
Montblanc

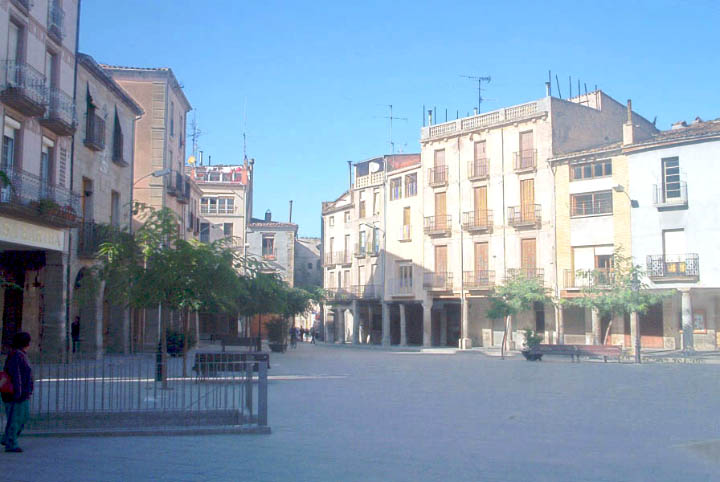
Santa Coloma de Queralt

Conca de Barberà (spanyolul Cuenca de Barberá) járás (comarca) Katalóniában, Tarragona tartományban. Conca de Barberà Urgell, Segarra, Anoia, Alt Camp, Baix Camp, Priorat és Garrigues comarcákkal határos.

## Települések
A települések utáni szám a népességet mutatja.
- Barberà de la Conca - 434
- Blancafort - 412
- Conesa - pop. 123
- Espluga de Francolí - 3 687
- Forès - 60
- Llorac - 128
- Montblanc - 6 388
- Passanant - 217
- Les Piles - 180
- Pira - 440
- Pontils - 130
- Rocafort de Queralt - 277
- Santa Coloma de Queralt - 2 880
- Sarral - 1 481
- Savallà del Comtat - 72
- Senan - 35
- Solivella - 574
- Vallclara - 113
- Vallfogona de Riucorb - 172
- Vilanova de Prades - 145
- Vilaverd - 399
- Vimbodí - 1 054